# Herk-de-Stad FC
Herk-de-Stad FC is een Belgische voetbalclub uit Herk-de-Stad. De club is aangesloten bij de KBVB met stamnummer 5155 en heeft rood-groen als kleuren. De club speelde in haar bestaan twee seizoenen in de nationale reeksen.

## Geschiedenis
De club werd opgericht in 1949, maar speelde bijna haar hele bestaan in de provinciale reeksen. In 2010 behaalde de club de interprovinciale eindronden. Herk-de-Stad haalde er de finale, maar verloor er. Doordat in de hoogste klassen echter een aantal clubs verdwenen of fuseerden, mocht Herk-de-Stad toch voor het eerst in de clubgeschiedenis promoveren naar de nationale reeksen.
In 2011 werd het stadion van de club ingehuldigd als "Maurice Baens Stadion", naar erevoorzitter en voormalig voorzitter Maurice Baens. In 2012 degradeerde K. Herk FC terug naar de Eerste Provinciale. 

## Resultaten
| Seizoen | Klasse | Klasse | Klasse | Klasse | Klasse | Klasse | Klasse | Klasse | Klasse | Reeks                                                    | Punten                                                   | Opmerkingen                                                               |                                           |
|         | I      | I      | II     | III    | IV     | P.I    | P.II   | P.III  | P.IV   | Vanaf 1952/53 zijn er 4 nationale niveaus                | Vanaf 1952/53 zijn er 4 nationale niveaus                | Vanaf 1952/53 zijn er 4 nationale niveaus                                 | Vanaf 1952/53 zijn er 4 nationale niveaus |
| ------- | ------ | ------ | ------ | ------ | ------ | ------ | ------ | ------ | ------ | -------------------------------------------------------- | -------------------------------------------------------- | ------------------------------------------------------------------------- | ----------------------------------------- |
| 2004/05 |        |        |        |        |        | 2      |        |        |        | Eerste Prov. Lim.                                        | 60                                                       | Verlies in eindronde voor promotie                                        |                                           |
| 2005/06 |        |        |        |        |        | 11     |        |        |        | Eerste Prov. Lim.                                        | 38                                                       |                                                                           |                                           |
| 2006/07 |        |        |        |        |        | 7      |        |        |        | Eerste Prov. Lim.                                        | 43                                                       |                                                                           |                                           |
| 2007/08 |        |        |        |        |        | 9      |        |        |        | Eerste Prov. Lim.                                        | 45                                                       |                                                                           |                                           |
| 2008/09 |        |        |        |        |        | 11     |        |        |        | Eerste Prov. Lim.                                        | 34                                                       |                                                                           |                                           |
| 2009/10 |        |        |        |        |        | 2      |        |        |        | Eerste Prov. Lim.                                        | 61                                                       | Promotie via eindronde                                                    |                                           |
| 2010/11 |        |        |        |        | 13     |        |        |        |        | Vierde klasse C                                          | 37                                                       | Redding via degradatie-eindronde                                          |                                           |
| 2011/12 |        |        |        |        | 13     |        |        |        |        | Vierde klasse C                                          | 34                                                       | Degradatie via eindronde                                                  |                                           |
| 2012/13 |        |        |        |        |        | 13     |        |        |        | Eerste Prov. Lim.                                        | 31                                                       |                                                                           |                                           |
| 2013/14 |        |        |        |        |        | 3      |        |        |        | Eerste Prov. Lim.                                        | 58                                                       | Verlies in eindronde voor promotie                                        |                                           |
| 2014/15 |        |        |        |        |        | 5      |        |        |        | Eerste Prov. Lim.                                        | 48                                                       | Verlies in eindronde voor promotie                                        |                                           |
| 2015/16 |        |        |        |        |        | 6      |        |        |        | Eerste Prov. Lim.                                        | 45                                                       |                                                                           |                                           |
|         | 1A     | 1B     | 1Am    | 2Am    | 3Am    | P.I    | P.II   | P.III  | P.IV   | Vanaf 2016-17 zijn er 3 nationale en 2 regionale niveaus | Vanaf 2016-17 zijn er 3 nationale en 2 regionale niveaus | Vanaf 2016-17 zijn er 3 nationale en 2 regionale niveaus                  |                                           |
| 2016/17 |        |        |        |        |        | 7      |        |        |        | Eerste Prov. Lim.                                        | 44                                                       |                                                                           |                                           |
| 2017/18 |        |        |        |        |        | 4      |        |        |        | Eerste Prov. Lim.                                        | 48                                                       | Verlies in eindronde voor promotie                                        |                                           |
| 2018/19 |        |        |        |        |        | 2      |        |        |        | Eerste Prov. Lim.                                        | 61                                                       | Verlies in eindronde voor promotie                                        |                                           |
| 2019/20 |        |        |        |        |        | 6      |        |        |        | Eerste Prov. Lim.                                        | 41                                                       | Vroegtijdig stopgezet wegens de Coronacrisis                              |                                           |
| 2020/21 |        |        |        |        |        | 11     |        |        |        | Eerste Prov. Lim.                                        | 5                                                        | Vroegtijdig stopgezet en geschrapt na 5 speeldagen wegens de Coronacrisis |                                           |
| 2021/22 |        |        |        |        |        | 10     |        |        |        | Eerste Prov. Lim.                                        | 28                                                       |                                                                           |                                           |
| 2022/23 |        |        |        |        |        | 6      |        |        |        | Eerste Prov. Lim.                                        | 46                                                       |                                                                           |                                           |
| 2023/24 |        |        |        |        |        | 10     |        |        |        | Eerste Prov. Lim.                                        | 38                                                       |                                                                           |                                           |
| 2024/25 |        |        |        |        |        | 12     |        |        |        | Eerste prov. Lim.                                        | 27                                                       |                                                                           |                                           |
| 2025/26 |        |        |        |        |        |        |        |        |        | Eerste prov. Lim.                                        |                                                          |                                                                           |                                           |